# Fox Play
Fox Play était une plateforme en ligne de vidéo à la demande détenue et exploitée par The Walt Disney Company au travers de sa division Fox Networks Group.

## Historique
Fox Play a été lancée, en 2012 en Amérique latine par Fox International Channels et sera exploitée dans les pays européens en 2016 et notamment, elle fermera en Amérique latine la même année.
Le 27 juin 2017, elle est lancée en France et en 2018 en Pologne.
En 2019, Fox Networks Group est racheté par The Walt Disney Company et annonce en 2020 (voir Acquisition de 21st Century Fox par Disney), sa fermeture qui est datée pour le 31 décembre 2020 dans les pays européens, notamment en France,, au Brésil et en Pologne, et se fera remplacée par Star qui est exploitée par Disney+ pour les pays européens, la France et la Pologne et Star+ au Brésil.
Fox Play diffusait uniquement des séries produites par 20th Television et 20th Century Studios.

## Séries télévisées
- American Horror Story (en Pologne)
- Atlanta (en Pologne)
- Baskets
- Bob's Burgers
- Bordertown
- Bones
- C'est moi le chef !
- The Chi
- Da Vinci's Demons
- Empire
- Ghosted
- Graceland
- The Grinder
- Homeland
- How I Met Your Mother
- LA to Vegas
- Legion (en Pologne)
- Making History
- Modern Family
- Outcast (en Pologne)
- Prison Break (en Pologne)
- Salem
- Shots Fired
- Son of Zorn
- Speechless
- Star
- The Strain (en Pologne)
- Tyrant
- The Walking Dead
- X-Files : Aux frontières du réel
- Wayward Pines